# 法蒂瑪·布托
法蒂瑪·布托（全名：法蒂瑪·穆塔扎·布托，1982年5月29日—）是巴基斯坦詩人及作家。她是巴基斯坦兩位前總理：佐勒菲卡尔·阿里·布托的孫女及贝娜齐尔·布托的姪女。
布托在她父親穆塔扎·布托被流放在阿富汗時出生，她母親是茀絲亞·法西烏丁（Fauzia Fasihudin）是一名阿富汗外交官的女兒。他的父亲在1996年和其他政治活动家在一次见面被警察杀害。布托家族认为这是谋杀，但警方却表示是穆塔扎一行人先开槍。
她亦有一名同父異母的弟弟小佐勒菲卡尔·阿里，他居住在美国并是一位變裝皇后。比拉瓦尔·布托·扎尔达里是其表弟。布托支持她繼母琴瓦·布托（Ghinwa Bhutto）在巴基斯坦人民党的分支，但無意從政。

## 出版書籍
1. Whispers in the Desert (1998年出版)
2. 8.50 a.m. 8 October 2005 (2006年出版)
3. Songs of Blood and Sword (2010年出版)
4. The Shadow of the Crescent Moon (2013年出版)